# Военно-морские силы Анголы
Военно-морские силы Анголы (порт. Marinha de Guerra Angolana) входят в состав ангольских Вооруженных сил и призваны защищать 1600-километровую береговую линию Анголы.  Численный состав ВМС Анголы — около в 1000 человек.

## История
Военно-морские силы Анголы были основаны в 1977 году в структуре ФАПЛА. С 1975 по 2002 год участвовали в Гражданской войне.

## Модернизация
Благодаря доходам от экспорта нефти Ангола модернизирует свои военно-морские силы, так как большинство кораблей получены от ВМФ СССР в 1980-х годах. Сообщалось в 2009 году, что Ангола собиралась подписать контракт на 800 млн. долларов США с Германией на поставку 3 новых пограничных патрульных катеров, вероятно, Lurssen PV80.
В декабре 2013 года сообщалось, что Ангола закупит несколько списанных кораблей испанского флота. Принсипе де Астуриас (Р11), лёгкий авианосец (16 000 т) с самолётами Харриер, должен быть передан вместе с Пизарро (L42),  десантным кораблём типа «Ньюпорт», Дианой (F32), корвет типа «Дескубьерте» преобразованный в корабль поддержки минно-тральных сил, Chilreu (Р61) головной океанский патрульный корабль, и Ízaro (Р27), сторожевой корабль типа Анага.

## Структура
- Военно-Морской Институт (INSG);
- Военно-Морская Академия;
- Военно-Морская школа специалистов;
- 3 прибрежных охранных предприятия (CRTOC);
- 1 подразделение морской пехоты — 1 легкий десантный батальон (4 роты морской пехоты, 1 подразделение морской полиции, 1 десантное подразделение);
- Специальные силы, тяжелое вооружение, снайперы, пограничные части, бронетанковые части.[4]

## Вооружение

### Надводные корабли

#### Ракетные катера
| Класс                       | Фото | Количество кораблей | Примечания                                                          |
| --------------------------- | ---- | ------------------- | ------------------------------------------------------------------- |
| Ракетные катера проекта 205 |      | 6                   | Советской постройки По данным на 2015 г. в составе ВМС не значатся. |

#### Торпедные катера
| Класс                        | Фото | Количество кораблей | Примечания                                                          |
| ---------------------------- | ---- | ------------------- | ------------------------------------------------------------------- |
| Торпедные катера проекта 206 |      | 6                   | Советской постройки По данным на 2015 г. в составе ВМС не значатся. |

#### Речные/прибрежные патрульные катера
| Тип                                 | Фото | Количество кораблей                                          | Примечания |
| ----------------------------------- | ---- | ------------------------------------------------------------ | --- |
| Патрульный катер типа Aresa PVC-170 |      | 5 P618-P622                                                  | Построены в 2009 г. компанией ARESA (Испания). 18 т; 16×4,48×2,3 м; 35 уз.                                                                   |
| Патрульный катер типа Mandume       |      | P100 «Mandume» P102 «Polar» P104 «Atlantico» P106 «Golfinho» | Построены в Испании в 1993 г., в 2008 г. модернизированы с помощью КНДР. 112 т; 31,6×5,9×1,5 м; 27 уз.; 1×20-мм Oerlikon GAM-BO1; 2×12,7-мм. |
| Патрульный катер типа Namacurra     |      | 2                                                            | Портовые патрульные катера, построены в ЮАР в 1980-81 гг., переданы Анголе в 2006 г. 5 т; 9×2,7×0,8 м; 32 уз.; 1×12,7-мм; 2×7,62-мм; 1×ГБ.   |
| Патрульный катер типа Argos         |      | 4                                                            | По данным на 2015 г. в составе ВМС не значатся.                                                                                              |
| Патрульный катер типа Poluchat-I    |      | 2                                                            | По данным на 2015 г. в составе ВМС не значатся.                                                                                              |
| Сторожевые катера проекта 1400      |      | 1 или 2                                                      | По данным на 2015 г. в составе ВМС не значатся.                                                                                              |
| Патрульный катер типа Bellatrix     |      | 4 или 5                                                      | По данным на 2015 г. в составе ВМС не значатся.                                                                                              |
| Патрульный катер типа Patrulheiro   |      | «Patrulheiro» «Preservador» «Temerario»                      | По данным на 2015 г. в составе ВМС не значатся.                                                                                              |

5 сентября 2014 года министр обороны Анголы Жоау Мануэл Лоренсу и  министр обороны Бразилии Селсу Аморим подписали меморандум о взаимопонимании в рамках программы развития морских сил Анголы (PRONAVAL). В меморандуме указывается, что Ангола приобретёт семь патрульных судов типа «Макаэ», четыре будут построены в Бразилии и три в Анголе. Бразильская компания EMGEPRON будет играть ведущую роль в проекте, отвечая за общее руководство проектом и обучение персонала ангольских верфей.

#### Тральщики
| Класс                  | Фото | Количество кораблей | Примечания                                                          |
| ---------------------- | ---- | ------------------- | ------------------------------------------------------------------- |
| Тральщики проекта 1258 |      | 2                   | Советской постройки По данным на 2015 г. в составе ВМС не значатся. |

#### Десантные корабли

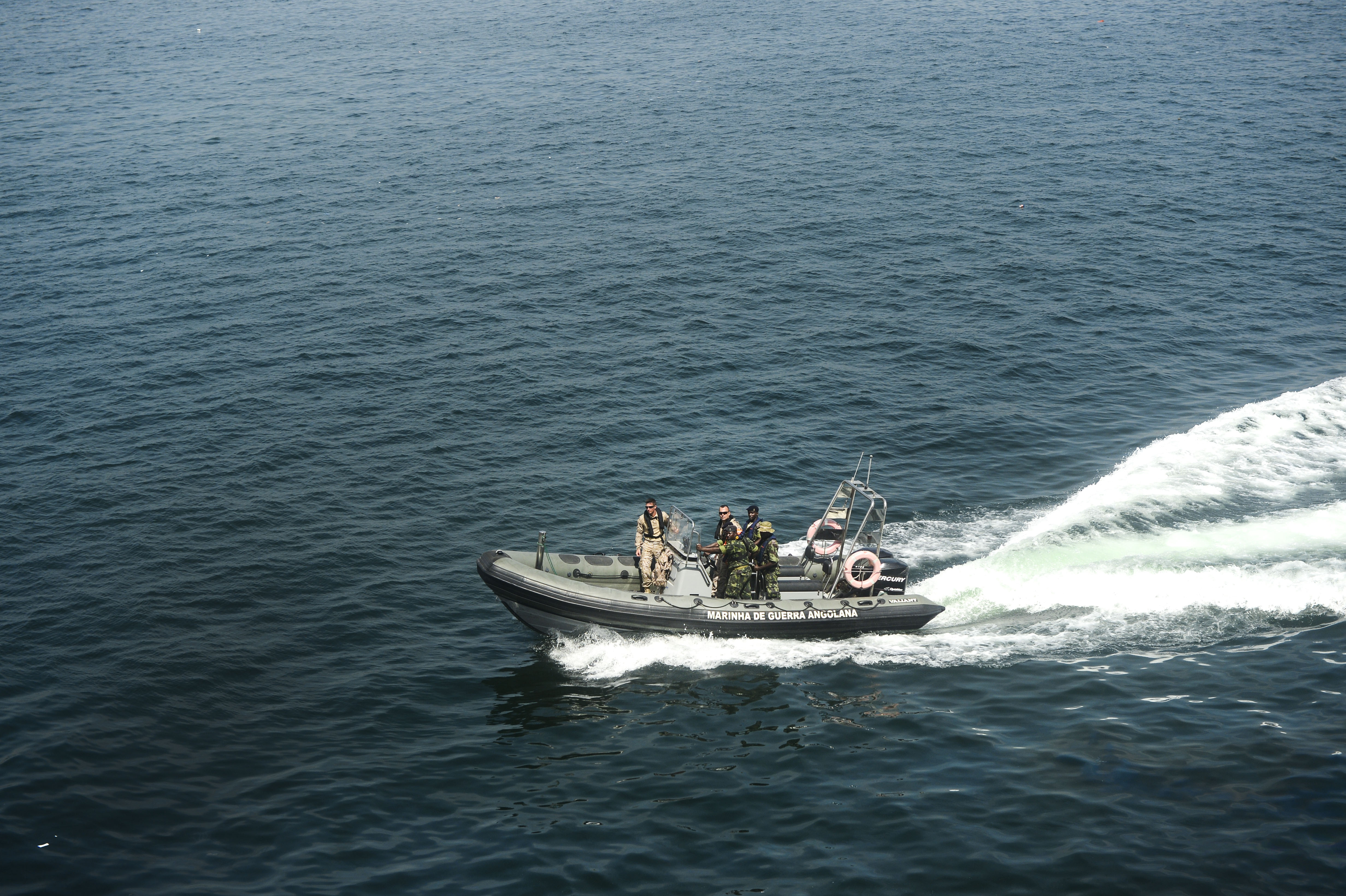
Ангольский патрульный катер

| Тип                                       | Фото | Количество кораблей | Примечания                                                                |
| ----------------------------------------- | ---- | ------------------- | ------------------------------------------------------------------------- |
| Средние десантные корабли проекта 770/771 |      | 4                   | Советской постройки По данным на 2015 г. в составе ВМС не значатся.       |
| Десантный корабль типа Alfange            |      | 1                   | По данным на 2015 г. в составе ВМС не значатся.                           |
| Танкодесантный корабль                    |      | 1                   | По данным на 2015 г. в составе ВМС не значатся.                           |
| LDM-400                                   |      | 9 или 10            | 9 или 10 из США с 1964 г. По данным на 2015 г. в составе ВМС не значатся. |

#### Оборудование береговой обороны
1. РЛС SS-C1 Sepal

### Морская патрульная авиация
| Самолет         | Производитель | Тип               | Версия                                | Изображения | Примечания |
| --------------- | ------------- | ----------------- | ------------------------------------- | ----------- | ---------- |
| Fokker F27      | Нидерланды    | Морской Разведчик | F27 морской штурмовик или F27 200-MAR |             |            |
| Embraer EMB 110 | Бразилия      | Морской Разведчик | EMB 111А                              |             |            |